# إبراهيم قالين
إبراهيم قالين (بالتركية: İbrahim Kalın)‏ سياسي تركي يشغل منصب رئيس الإستخبارات التركية منذ 5 يونيو 2023  بعد أن كان قبلها مساعد الأمين العام لرئاسة الجمهورية التركية في 2015 وشغل عدة مناصب منها مستشار لرجب طيب أردوغان خلال رئاسته لمجلس الوزراء التركي والمتحدث باسم الرئاسة التركية وهو عضو في حزب العدالة والتنمية وهو كاتب في بعض المواقع الاخبارية مثل قناة الجزيرة الانجليزية

## حياته
يرجع أصل عائلته إلى محافظة أرضروم ولكنه ولد في إسطنبول عام 1971. في عام 1992 أكمل دراسته في قسم التاريخ بجامعة إسطنبول وذهب إلى ماليزيا لإكمال دراسته العليا ونال شهادة الماجستير، وفي عام 1996 ذهب إلى واشنطن لدراسة الدكتوراه في جامعة جورج واشنطن. قام بتدريس الفكر الإسلامي والعلاقات بين الإسلام والغرب في كلية الصليب المقدس وجامعة جورج تاون وجامعة بيلكنت.
للفترة من 2005 - 2009 ترأس مؤسسة الاقتصاد السياسي وابحاث المجتمع. نشر كتابه عام 2007 بعنوان «الإسلام والغرب» وحاز هذا العمل على جائزة اتحاد كتاب وأدباء تركيا. متزوج ولديه ثلاثة اولاد.

## دراسته
- 2002 الدكتوراه في برنامج علم الإنسان من جامعة جورج تاون[6]
- 1995 الماجستير في Mulla Sadra's Theory of Substantial Movement من International Islamic University of Malaysia
- 1992 البكالوريوس في الادب والتاريخ من جامعة اسطنبول